# Joe Hodge
Joseph Shaun Hodge, detto Joe (Manchester, 14 settembre 2002), è un calciatore irlandese con cittadinanza inglese, centrocampista dell'Huddersfield Town in prestito dal Wolverhampton.

## Caratteristiche tecniche
È un centrocampista dotato di una buona visione di gioco e abile nei passaggi.

## Carriera

### Club
Cresciuto nel settore giovanile del Manchester City, il 10 febbraio 2021 viene ceduto a titolo temporaneo al Derry City, con cui non riesce tuttavia a debuttare a causa di un infortunio alla schiena. Trasferitosi al Wolverhampton nel successivo mese di agosto, esordisce tra i professionisti l'8 ottobre 2022, nella partita di Premier League persa per 3-0 contro il Chelsea, sostituendo all'intervallo Gonçalo Guedes.

### Nazionale
Ha giocato numerose partite sia con le nazionali giovanili inglesi che con quelle irlandesi.

## Statistiche

### Presenze e reti nei club
Statistiche aggiornate al 6 gennaio 2023.
| Stagione        | Squadra         | Campionato      | Campionato | Campionato | Coppe nazionali | Coppe nazionali | Coppe nazionali | Coppe continentali | Coppe continentali | Coppe continentali | Altre coppe | Altre coppe | Altre coppe | Totale | Totale | Totale |
| Stagione        | Squadra         | Comp            | Pres       | Reti       | Comp            | Pres            | Reti            | Comp               | Pres               | Reti               | Comp        | Pres        | Reti        | Pres   | Reti   |        |
| --------------- | --------------- | --------------- | ---------- | ---------- | --------------- | --------------- | --------------- | ------------------ | ------------------ | ------------------ | ----------- | ----------- | ----------- | ------ | ------ | ------ |
| 2022-2023       | Wolverhampton   | PL              | 5          | 0          | FACup+CdL       | 2+3             | 0               | -                  | -                  | -                  | -           | -           | -           | 10     | 0      |        |
| Totale carriera | Totale carriera | Totale carriera | 5          | 0          |                 | 5               | 0               |                    | -                  | -                  |             | -           | -           | 10     | 0      |        |

## Palmarès

### Club

#### Competizioni giovanili
- FA Youth Cup: 1

Manchester City: 2019-2020